# بنلی ۳۰۲آر

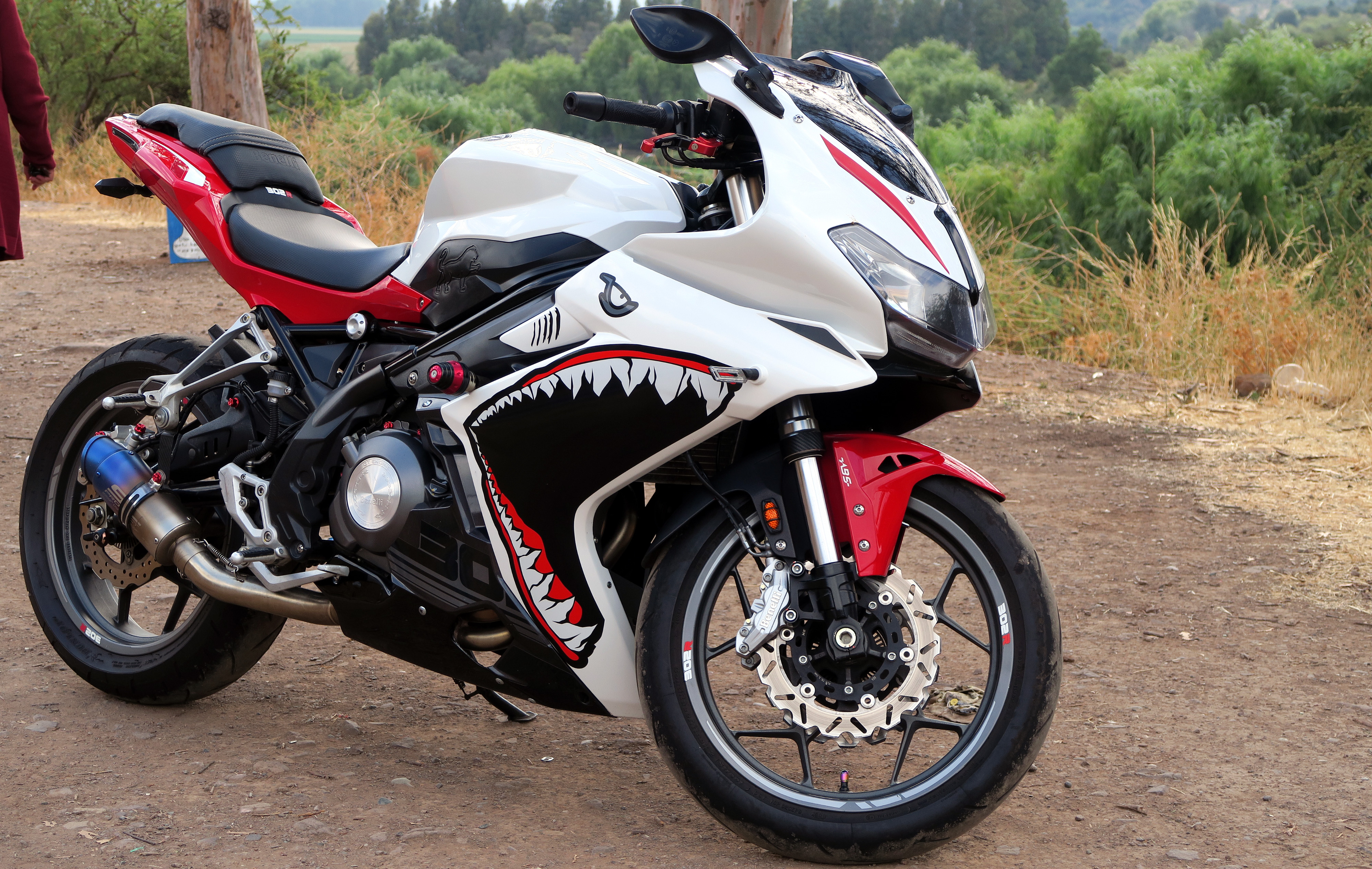

بنلی ۳۰۲آر (انگلیسی: Benelli 302R) موتورسیکلتی است که از سال ۲۰۱۷ توسط سازنده موتور سیکلت ایتالیایی بنلی تولید می‌شود. این موتورسیکلت مجهز به یک موتور دوسیلندر موازی چهار زمانه اتو سیکل ۳۰۰ سی‌سی همراه با رادیاتور آب است. این موتور مجهز به سیستم تزریق الکترونیکی غیرمستقیم و مبدل کاتالیزوری با تاییدیه یورو ۴ است. این موتور ۳۸ اسب بخار (۲۸ کیلووات) در ۱۰٫۰۰۰ دور در دقیقه و گشتاور ۲۷٫۴ نیوتن متر در ۹٫۰۰۰ دور در دقیقه تولید می‌کند. گیربکس از یک کلاچ روغنی استفاده می‌کند که توسط یک جعبه دنده ۶ سرعته با درایو نهایی زنجیر کمک می‌کند. توزیع به چهار سوپاپ در هر سیلندر برای مجموع ۸ سوپاپ واگذار شده است که توسط دو میل بادامک کنترل می‌شود. حداکثر سرعت در حدود ۱۷۰ کیلومتر در ساعت است.